# 14-я эскадра подводных лодок
14-я эскадра подводных лодок (14 ЭскПЛ) — оперативно-тактическое объединение подводных лодок Балтийского флота ВМФ СССР, существовавшее в 1976—1990 годах. Состояло из дивизии ракетных подводных лодок и трёх бригад торпедных подводных лодок, базировалась на Лиепаю и Палдиски.

## История

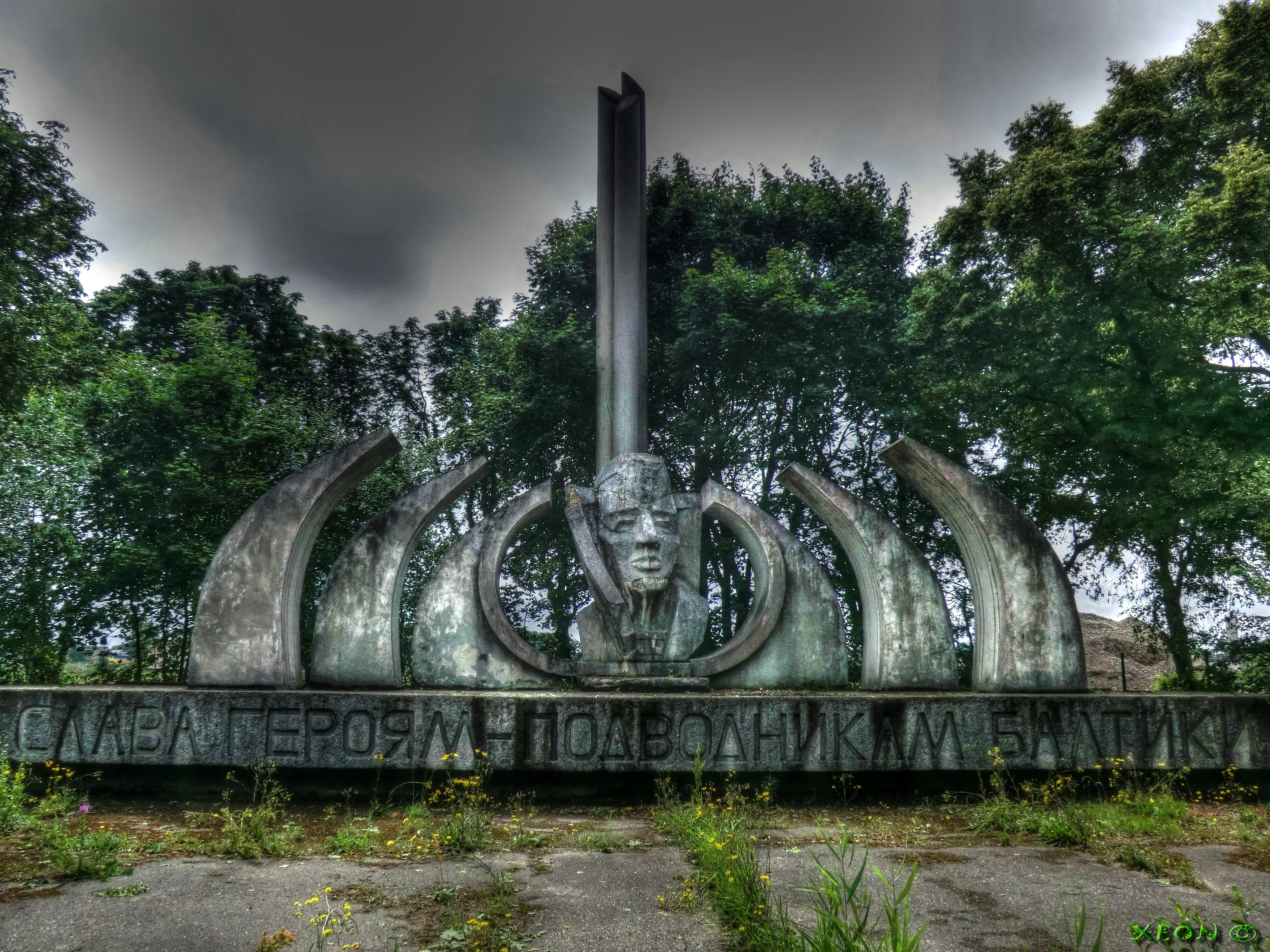
Мемориал героям-подводникам Балтики, 2012 год

После окончания Великой Отечественной войны все подводные лодки Балтийского флота входили в состав Краснознамённой бригады подводных лодок. В 1946 году в связи с формированием 5-го и 7-го флотов на базе одной бригады были сформированы две, 1-я Краснознамённая и 2-я бригады, по три дивизиона ПЛ в каждой. В 1951 году бригады были переформированы, соответственно, в 27-ю Краснознамённую дивизию подводных лодок (ДиПЛ) в Лиепае и 17-ю ДиПЛ в Усть-Двинске. В 1956 году 17-я дивизия была расформирована, лодки переданы 27-й ДиПЛ, в связи с сокращением корабельного состава в 1958 году 27-я ДиПЛ была переформирована в 37-ю Краснознамённую бригаду ПЛ.
В 1962 году 37-я Краснознамённая бригада ПЛ была переформирована в одноимённую дивизию в составе 22-й, 40-й, 156-й бригад подводных лодок и 107-го отдельного дивизиона ПЛ. 40-я бригада включала четыре ракетных ПЛ проекта 665, остальные лодки дивизии были торпедными.
1 июля 1976 года в связи с переводом с Северного флота 16-й дивизии ракетных ПЛ на базе 37-й Краснознамённой дивизии была сформирована 14-я эскадра ПЛ. Формирование завершено к 23 июля. 14-я эскадра стала первым в истории Балтийского флота оперативно-тактическим объединением подводных лодок и предназначалась для защиты интересов СССР на его западных границах. Основной ударной силой эскадры являлись входившие в 16-ю ДиПЛ шесть ПЛ проекта 629А, каждая из которых несла три баллистических ракеты Р-21 с подводным стартом и дальностью до 1200 км. Вскоре к ним добавились три ПЛ проекта 651, каждая из которых несла четыре противокорабельные ракеты надводного старта с дальностью около 600 км и мощное торпедное вооружение. Для обеспечения базирования ракетных подводных лодок с большой осадкой были проведены дноуглубительные работы в аванпорту Зимней гавани порта Лиепаи и на входном фарватере в базу. Именно для базирования 16-й ДиПЛ в Зимней гавани были возведены причальная стенка, три плавучих причала, построена казарма на 8 экипажей и столовая на 1000 человек.
Основными задачами подводных лодок эскадры являлись:
- боевое патрулирование в готовности нанести ракетный удар по указанной цели;
- противолодочная борьба;
- слежение за ударными группами кораблей США в Средиземном море;
- выходы в море с минами на борту в готовности к их постановке;
- действия по отвлечению поисковых сил противника на себя.

В 1981 году в торжественной обстановке на территории штаба эскадры был открыт мемориал морякам-подводникам Балтики.
В 1986 году на территории штаба эскадры был открыт памятник Александру Маринеско и героическому экипажу подводной лодки С-13 по проекту скульптора Валерия Приходько. Вскоре после открытия памятник подвергся цензуре, а в 1990-х годах был демонтирован и перевезён в Кронштадт.
С 1 октября 1990 года после сокращения корабельного состава 14-я эскадра была преобразована в 20-ю дивизию подводных лодок, которая базировалась на Лиепаю до 1993 года. В состав 20-й ДиПЛ входили 22-я БрПЛ и 58-я БрПЛ, переформированная из 16-й ДиПЛ и включавшая ПЛ проекта 651.

## Состав
- 16-я дивизия подводных лодок — переведена с Северного флота в 1976 году, включала подводные лодки проекта 629А с баллистическими ракетами и проекта 651 с крылатыми ракетами. Базировалась на Зимнюю гавань Лиепаи[6].
- 22-я бригада подводных лодок — переведена с Северного флота в 1965 году, вошла в состав 37-й дивизии, затем 14-й эскадры. Включала средние многоцелевые ПЛ проекта 613. Базировалась на Военную гавань Лиепаи[6].
- 40-я бригада подводных лодок — сформирована в 1958 году для базирования в Албании. С 1961 года переведена в Лиепаю в составе 8 ПЛ и плавбазы «Виктор Котельников». Включала ПЛ проекта 665 с крылатыми ракетами и ПЛ проекта 613. Базировалась на Военную гавань Лиепаи[6].
- 157-я бригада подводных лодок — сформирована в 1951 году, включала ПЛ проектов 613, А615. Базировалась на Палдиски[6].

Дополнительно в состав эскадры входили 717-й узел связи, 1154-я и 3196-я береговые базы, плавучие казармы ПКЗ-20 и ПКЗ-103, плавмастерская ПМ-68 проекта 300.

## Командиры
- 1976—1984: контр-адмирал Хромов, Николай Елизарович;
- 1984—1990: Рябинин Игорь Иванович;

Начальники штаба
- Петров Валерий Иванович;
- Рябинин Игорь Иванович;
- Шестаков Валерий Иванович;
- Ищенко Николай Максимович.